# Хрущёв, Александр Андреевич
Александр Андреевич Хрущёв (1908—1991) — советский учёный в области звукотехники. Лауреат Ленинской премии.

## Биография
А. А. Хрущёв родился 8 (21) сентября 1908 года. С 1932 года работает в НИКФИ. Кандидат технических наук (1948). Его труды посвящены развитию техники советского звукового кино, разработкам звуковоспроизводящей киноаппаратуры и звукотехническому обслуживанию кинотеатров и крупных залов многоцелевого назначения.

## Награды и премии
- орден Красной Звезды (14.04.1944)
- медали
- Ленинская премия (1962) — за участие в разработке комплексной системы и комплекта акустического и звукотехнического оборудования залов в ГКД
- Сталинская премия третьей степени (1949) — за руководство работами по созданию новой системы воспроизведения звука, обеспечивающей высокое качество звучания при демонстрации кинофильмов

## Научные работы
1. Стационарное усилительное устройство УСУ-45, М., 1947
2. Новая система воспроизведения звука, М., 1950
3. Звукотехника кинематографии, М., 1950 (с А. Качеровичем)
4. Фотоэлементы, М., 1955